# Waterloo-Medaille (Hannover)

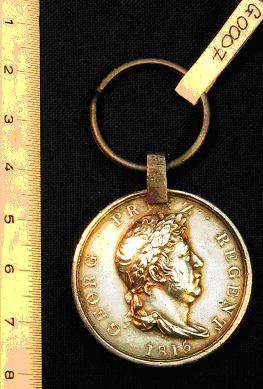
Vorderseite

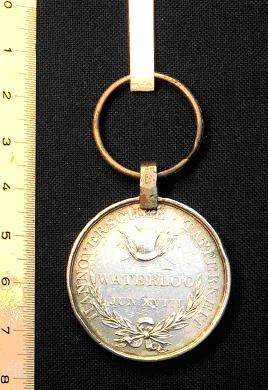
Rückseite

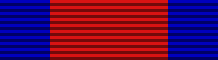
Band

Die hannoversche Waterloo-Medaille wurde im Dezember 1817 von Prinzregent Georg im Namen seines Vaters, König Georg III. von Großbritannien und Hannover, als Erinnerungszeichen für die Veteranen der Schlacht bei Quatre-Bras am 16. Juni 1815 und der Schlacht von Waterloo am 18. Juni 1815 gestiftet.

## Empfänger
Die Medaille erhielten „alle Krieger seiner welfischen Erblande, welche an dem Kampfe bei Waterloo am 18. Juni“ teilgenommen hatten, ohne Ansehen ihres Ranges oder Standes.
In der Praxis erhielten auch diejenigen hannoverschen Soldaten die Medaille, welche am 18. Juni 1815 nicht im Feuer gestanden hatten bzw. welche nur an der Schlacht von Quatre-Bras am 16. Juni 1815 teilgenommen hatten.
Die hannoverschen Soldaten, die in der King’s German Legion dienten und unter Wellington an den o.a. Schlachten teilnahmen, hatten Anspruch auf die britische Waterloo-Medaille.
Die Medaille blieb im Besitz des Beliehenen und musste nach dessen Tod nicht zurückgegeben werden.
Die vollständigen Stammrollen, Regiments- und Verleihungslisten werden im Hauptstaatsarchiv Hannover aufbewahrt. 

## Beschreibung
- Avers: der nach rechts gewendete Kopf des Stifters der Medaille, geschmückt mit einem Lorbeerkranz. Die Umschrift lautet GEORG PRINZ REGENT 1815; im Armabschnitt der Name des Stempelschneiders W.WYON.
- Revers: unter einer kleinen Waffentrophäe die Worte WATERLOO / JUN XVIII in der oberen Hälfte umschrieben mit den Worten HANNOVERSCHER TAPFERKEIT, in der unteren umrahmt von zwei unten gebundenen Lorbeerzweigen.
- Die Medaille ist mit einem hohen Rand geprägt, auf dessen Außenseite Dienstgrad, Name und Truppenteil des Beliehenen zur Zeit der Verleihung in lateinischen Versalien[3] eingeschlagen sind.
- Es kommen auch getragene Exemplare dieser Variante vor, die keine Randgravur aufweisen[4].
- Zwischen 1862 und 1866 wurden von der General-Adjutantur noch einmal fast 100 Waterloo-Medaillen in Auftrag gegeben als Ersatz für verloren gegangene Stücke. Diese wurden hergestellt vom Hof-Bronze-Fabrikanten C. Bernstorff & Eichwede in Hannover, weswegen die ursprüngliche Stempelschneider-Gravur darauf fehlt[5].
- Der Bandring war mittels einer angeprägten eisernen Öse befestigt. Da diese Fixierung nicht sehr stabil war, wurde sie vielfach ersetzt durch silberne Zargen oder Bügel.
- Die Medaille ist aus Silber geprägt, hat einen Durchmesser von 35,0 mm und ein Gewicht von 26,7 bis 30 g[1][6]; sie wurde etwa 23.000 mal verliehen.
- Das Band ist karmesinrot, 37 mm breit und hat zwei 5 mm breite, hellblaue Seitenstreifen[3].